# Eremiaphila audouini
Eremiaphila audouini es una especie de mantis de la familia Eremiaphilidae.

## Distribución geográfica
Se encuentra en Egipto.